# Mauritiinae
Mauritiinae es una subtribu de plantas con flores perteneciente a la subfamilia Arecoideae dentro de la familia Arecaceae. Tiene los siguientes géneros.

## Géneros
Según GRIN
- Lepidocaryum Mart.
- Lepidococcus H. Wendl. & Drude = Mauritiella Burret
- Mauritia L. f.
- Mauritiella Burret
- Orophoma Spruce = Mauritia L. f.